# حسن بن عجلان
حسن بن عجلان تولى إمرة مكة بالإضافة إلى نائب السلطنة في جميع الحجاز حوالي ثماني عشرة سنة (18 سنة تقريباً) بعد وفاة أخيه الشريف أحمد.

## نسبه
الحسن بن عجلان بن رميثة بن محمد أبي نمي الأول بن أبو سعد الحسن بن علي الأكبر بن قَتادة بن إدريس بن مطاعن بن عبد الكريم بن عيسى بن الحسين بن سليمان بن علي بن عبد الله بن محمد الثائر بن موسى الثاني بن عبد الله الرضا بن موسى الجون بن عبد الله المحض بن الحسن المثنى بن الحسن السبط بن علي بن أبي طالب.

## نشأته
ولد سنة 775 هـ بمكة ونشأ بها في كفالة أخيه الشريف أحمد بن عجلان، فلما مات قدم القاهرة في أوائل سنة 790 هجري  لتأييد أمر أخيه علي وعاد إلى مكة في ثاني ربيعها ومعه جماعة من الأتراك. ثم سافر مع أخية ورام الأمر لنفسه فلم يمكنه إلى بعد موته وكان إذ ذاك معتقلا بالقلعة، ووصل مكة في ربيع الآخر سنة 798 هجري ومعه يلبغا السالمي وعدة أتراك يزيدون على المائة، ولم تتم السنة حتى وقع بينه وبين بني حسن قتلة أخيه مقتلة كان الظفر فيها له، وعظم بذلك وجدا وساس الأمور بجدة؛ واستمر في نمو وزيادة إلى أن ناب عن السلطنة بالأقطار الحجازية. 

## إخوته
- خرص بن عجلان
- كبيش بن عجلان
- محمد بن عجلان
- علي بن عجلان
- أحمد بن عجلان

## ذريته
ومن عقبه وذريته اليوم اشراف كثر نذكر منهم على سبيل الشهرة لا الحصر كلا من:
1. ذوي محمد بن بركات بن محمد بن بركات بن حسن بن عجلان أو مايعرف اليوم بآل أبا نمي الثاني بفروعهم المختلفة.
2. ذوي حسن بن عجلان المعروفين اليوم باشراف ذوي حسن أهل الشواق.

## مدائح الشعراء فيه
مدح الشعراء الشريف حسن بقصائد كثيرة إذا جُمعت سوف تكون ديواناً من الحجم المتوسط. ومنها القصيدة التي قالها شرف الدين إسماعيل بن المفرئ.

## وفاته
كان في آخر سفرة له إلى القاهرة وقد اعتراه الضعف وهو مغادرها، ثمّ أنه عاد إليها ومكث بها أيّاماً يسيرة ثم توفي في ليلة الخميس سابع عشر من جمادى الآخرة سنة تسع وعشرين وثمانمائة. وصُلّي عليه من الغد ودفن بالصحراء بحوش تربة السلطان الملك الأشرف برسباي بمدينة القاهرة إلى اليوم معروف وعليه شاهد مكتوب فيه نسبه هكذا:
هذا قبر أمير الحجاز الشريف حسن بن عجلان بن رميثة بن محمد أبو نمي الأكبر الحسن، عليه رحمة الله.